# 2014年アブダビグランプリ
2014年アブダビグランプリは、2014年のF1世界選手権第19戦として、2014年11月23日にヤス・マリーナ・サーキットで開催された。

## 予選

### 展開
ニコ・ロズベルグがシーズン11回目のポールポジション。ハミルトンが2番手。ボッタス、マッサのウィリアムズ勢が2列目。なお、5、6番手のタイムを出していたレッドブルの2台はフロントウィングに違反があり、予選結果から除外された。

### 結果
| Pos. | No. | ドライバー                 | チーム                         | Q1       | Q2       | Q3       | Grid |
| ---- | --- | -------------------------- | ------------------------------ | -------- | -------- | -------- | ---- |
| 1    | 6   | ニコ・ロズベルグ           | メルセデス                     | 1:41.308 | 1:41.459 | 1:40.480 | 1    |
| 2    | 44  | ルイス・ハミルトン         | メルセデス                     | 1:41.207 | 1:40.920 | 1:40.866 | 2    |
| 3    | 77  | バルテッリ・ボッタス       | ウィリアムズ・メルセデス       | 1:42.346 | 1:41.376 | 1:41.025 | 3    |
| 4    | 19  | フェリペ・マッサ           | ウィリアムズ・メルセデス       | 1:41.475 | 1:41.144 | 1:41.119 | 4    |
| 5    | 26  | ダニール・クビアト         | トロロッソ・ルノー             | 1:42.302 | 1:42.082 | 1:41.908 | 5    |
| 6    | 22  | ジェンソン・バトン         | マクラーレン・メルセデス       | 1:42.137 | 1:41.875 | 1:41.964 | 6    |
| 7    | 7   | キミ・ライコネン           | フェラーリ                     | 1:42.439 | 1:42.168 | 1:42.236 | 7    |
| 8    | 14  | フェルナンド・アロンソ     | フェラーリ                     | 1:42.467 | 1:41.940 | 1:42.866 | 8    |
| 9    | 20  | ケビン・マグヌッセン       | マクラーレン・メルセデス       | 1:42.104 | 1:42.198 |          | 9    |
| 10   | 25  | ジャン＝エリック・ベルニュ | トロロッソ・ルノー             | 1:42.413 | 1:42.207 |          | 10   |
| 11   | 11  | セルジオ・ペレス           | フォースインディア・メルセデス | 1:42.654 | 1:42.239 |          | 11   |
| 12   | 27  | ニコ・ヒュルケンベルグ     | フォースインディア・メルセデス | 1:42.444 | 1:42.384 |          | 12   |
| 13   | 99  | エイドリアン・スーティル   | ザウバー・フェラーリ           | 1:42.746 | 1:43.074 |          | 13   |
| 14   | 8   | ロマン・グロージャン       | ロータス・ルノー               | 1:42.768 |          |          | 18   |
| 15   | 21  | エステバン・グティエレス   | ザウバー・フェラーリ           | 1:42.819 |          |          | 14   |
| 16   | 13  | パストール・マルドナド     | ロータス・ルノー               | 1:42.860 |          |          | 15   |
| 17   | 10  | 小林可夢偉                 | ケータハム・ルノー             | 1:44.540 |          |          | 16   |
| 18   | 46  | ウィル・スティーブンス     | ケータハム・ルノー             | 1:45.095 |          |          | 17   |
| 失格 | 3   | ダニエル・リチャルド       | レッドブル・ルノー             | 1:42.204 | 1:41.692 | 1:41.267 | PIT  |
| 失格 | 1   | セバスチャン・ベッテル     | レッドブル・ルノー             | 1:42.495 | 1:42.147 | 1:41.893 | PIT  |

- R.グロージャンは6機目のICE(内燃機関)使用により、10グリッド降格。さらにターボチャージャー、MGU-Hのふたつのコンポーネント新たに使用し、それぞれ5グリッドずつ降格[3]。
- S.ベッテルとD.リカルドはテクニカルレギュレーション違反により、予選除外。スチュワードの判断により、決勝出走を許可。フロントウイングを交換したため、ピットレーンスタート[3]。

## 決勝

### 展開
決勝レースは気温26度、路面温度は32度のコンディションの下スタートが切られた。ポールシッターのロズベルグはスタートに失敗。それとは対照的にハミルトンは抜群のスタートでトップを奪った。その後、トップを奪われたロズベルグはハミルトンの前になすすべもなく、さらにはブレーキングミスからERSにトラブルが発生し、モーターによるパワーアシストを失ったロズベルグは次々と後続にかわされたが、ロズベルグは走行を続け、14位で終えた。一方のハミルトンも同様のトラブルを警戒し、ペースを落とす。これをチャンスとみたマッサは猛然と追い上げ、最大20秒近くあったその差を残り5周で5秒まで詰めたものの、ハミルトンもペースを上げて応戦。トップでチェッカーを受け、チャンピオン獲得に花を添えた。2位には終盤スーパーソフトタイヤで追い上げたマッサ、3位にはスタートで後退したボッタスが入り、ウィリアムズはダブル表彰台を獲得して、コンストラクターズランキング3位となり、昨年9位からの大躍進を果たした。ピットレーンからスタートしたリカルドは、終始安定したペースで、しかも鮮やかなオーバーテイクを繰り返して4位でフィニッシュし、躍進を象徴する走りでシーズンを締めくくった。5位はマクラーレンのバトンで、6、7位にはヒュルケンベルグ、ペレスのフォースインディア勢が入り、8位にはリカルド同様ピットスタートのベッテル。フェラーリの2台は9、10位で終え来年への課題を残した。またザウバー勢は15位と16位に終わり入賞を果たせなかったことで、参戦以来初めてノーポイントでシーズンを終えることとなった。

### 結果
| Pos. | No. | ドライバー                 | チーム                         | 周回数 | タイム/リタイア | Grid | Pts. |
| ---- | --- | -------------------------- | ------------------------------ | ------ | --------------- | ---- | ---- |
| 1    | 44  | ルイス・ハミルトン         | メルセデス                     | 55     | 1:39:02.619     | 2    | 50   |
| 2    | 19  | フェリペ・マッサ           | ウィリアムズ・メルセデス       | 55     | +2.576          | 4    | 36   |
| 3    | 77  | バルテッリ・ボッタス       | ウィリアムズ・メルセデス       | 55     | +28.880         | 3    | 30   |
| 4    | 3   | ダニエル・リチャルド       | レッドブル・ルノー             | 55     | +37.237         | PIT  | 24   |
| 5    | 22  | ジェンソン・バトン         | マクラーレン・メルセデス       | 55     | +1:00.334       | 6    | 20   |
| 6    | 27  | ニコ・ヒュルケンベルグ     | フォースインディア・メルセデス | 55     | +1:02.148       | 12   | 16   |
| 7    | 11  | セルジオ・ペレス           | フォースインディア・メルセデス | 55     | +1:11.060       | 11   | 12   |
| 8    | 1   | セバスチャン・ベッテル     | レッドブル・ルノー             | 55     | +1:12.045       | PIT  | 8    |
| 9    | 14  | フェルナンド・アロンソ     | フェラーリ                     | 55     | +1:25.813       | 8    | 4    |
| 10   | 7   | キミ・ライコネン           | フェラーリ                     | 55     | +1:27.820       | 7    | 2    |
| 11   | 20  | ケビン・マグヌッセン       | マクラーレン・メルセデス       | 55     | +1:30.376       | 9    |      |
| 12   | 25  | ジャン＝エリック・ベルニュ | トロロッソ・ルノー             | 55     | +1:31.947       | 10   |      |
| 13   | 8   | ロマン・グロージャン       | ロータス・ルノー               | 54     | +1 Laps         | 18   |      |
| 14   | 6   | ニコ・ロズベルグ           | メルセデス                     | 54     | +1 Lap          | 1    |      |
| 15   | 21  | エステバン・グティエレス   | ザウバー・フェラーリ           | 54     | +1 Lap          | 14   |      |
| 16   | 99  | エイドリアン・スーティル   | ザウバー・フェラーリ           | 54     | +1 Lap          | 13   |      |
| 17   | 46  | ウィル・スティーブンス     | ケータハム・ルノー             | 54     | +1 Lap          | 17   |      |
| Ret  | 10  | 小林可夢偉                 | ケータハム・ルノー             | 42     | ブレーキ        | 16   |      |
| Ret  | 13  | パストール・マルドナド     | ロータス・ルノー               | 26     | エンジン火災    | 15   |      |
| Ret  | 26  | ダニール・クビアト         | トロロッソ・ルノー             | 14     | 電気系統        | 5    |      |

- NO.27ヒュルケンベルグは決勝レース中に他車(NO.20マグヌッセン)をコース外に押しやったため5秒加算(ピットストップ時に消化)
- NO.8グロージャンはプラクティス1以降、6機目のパワーユニットを使用したためグリッド20位分降格。消化しきれない16位分降格はレース開始3周以内のドライブスルーにより消化とみなす。グリッド・ペナルティ

このレースでは最終戦のダブルポイント制が適用され、得られるポイント数が通常の2倍となっている。なお2015年以降は最終戦でのダブルポイント制が廃止されたため最終戦のダブルポイント制が適用されたのはこのレースのみであった。

## 第19戦終了時点でのランキング
|   | 順位 | ドライバー             | ポイント |
| - | ---- | ---------------------- | -------- |
|   | 1    | ルイス・ハミルトン     | 384      |
|   | 2    | ニコ・ロズベルグ       | 317      |
|   | 3    | ダニエル・リカルド     | 238      |
| 2 | 4    | バルテリ・ボッタス     | 186      |
| 1 | 5    | セバスチャン・ベッテル | 167      |

|  | 順位 | コンストラクター        | ポイント |
|  | ---- | ----------------------- | -------- |
|  | 1    | メルセデス              | 701      |
|  | 2    | レッドブル-ルノー       | 405      |
|  | 3    | ウィリアムズ-メルセデス | 320      |
|  | 4    | フェラーリ              | 216      |
|  | 5    | マクラーレン-メルセデス | 181      |